# Noppawit Petch-om
Noppawit Petch-om (thailändisch นพวิชญ์ เพ็ชรอ้อม; * 8. Dezember 1998), auch als Phet bekannt, ist ein thailändischer Fußballspieler.

## Karriere
Noppawit Petch-om steht seit mindestens 2019 beim Phrae United FC unter Vertrag. Der Verein aus Phrae spielte in der dritten Liga, der Thai League 3. Hier trat Phrae in der Upper Region an. Ende 2019 wurde er mit Phrae Vizemeister der Liga und stieg somit in die zweite Liga auf. 2019 absolvierte er 25 Drittligaspiele. Sein Zweitligadebüt gab er am 23. Februar 2020 im Heimspiel gegen den Khon Kaen FC. Hier wurde er in der 70. Minute für Phitchanon Chanluang eingewechselt. In seiner ersten Zweitligasaison absolvierte er 22 Spiele und schoss dabei zwei Tore. Im Mai 2021 wechselte er zum Ligakonkurrenten Chainat Hornbill FC. Für den Klub aus Chainat stand er 14-mal in der Liga auf dem Spielfeld. Nach der Saison 2021/22 wurde sein Vertrag nicht verlängert. Von Juni 2022 bis Dezember 2022 war er vertrags- und vereinslos. Am 20. Dezember 2022 verpflichtete ihn der sein ehemaliger Verein Phrae United. In der Rückrunde absolvierte er 14 Zweitligaspiele. Im Sommer 2023 verpflichtete ihn der Drittligist Phitsanulok FC. Mit dem Verein aus Phitsanulok spielte er in der Northern Region der Liga. Im Dezember 2023 wurde sein Vertrag nicht verlängert. Der Krabi FC, ein Zweitligist, nahm ihn Ende Januar 2024 unter Vertrag. Am Ende der Saison 2023/24 belegte er mit dem Klub aus Krabi den letzten Tabellenplatz und musste somit in die dritte Liga absteigen. Nach dem Abstieg verließ er den Verein und schloss sich dem Drittligisten Rasisalai United FC im Norden des Landes an. Mit dem Verein aus der Provinz Sisaket spielt er in der North/Eastern Region der Liga. Am Ende der Saison 2024/25 feierte er mit dem Verein die Meisterschaft der Region sowie die Qualifikation zu den Aufstiegsspielen zur zweiten Liga. Hier konnte man sich in der National Championship durchsetzen und stieg somit in die zweite Liga auf.

## Erfolge
Phrae United
- Thai League 3 – Upper: 2019 (Vizemeister)  ▲

Rasisalai United FC
- Thai League 3 – North/East: 2024/25